# Norbert Joos

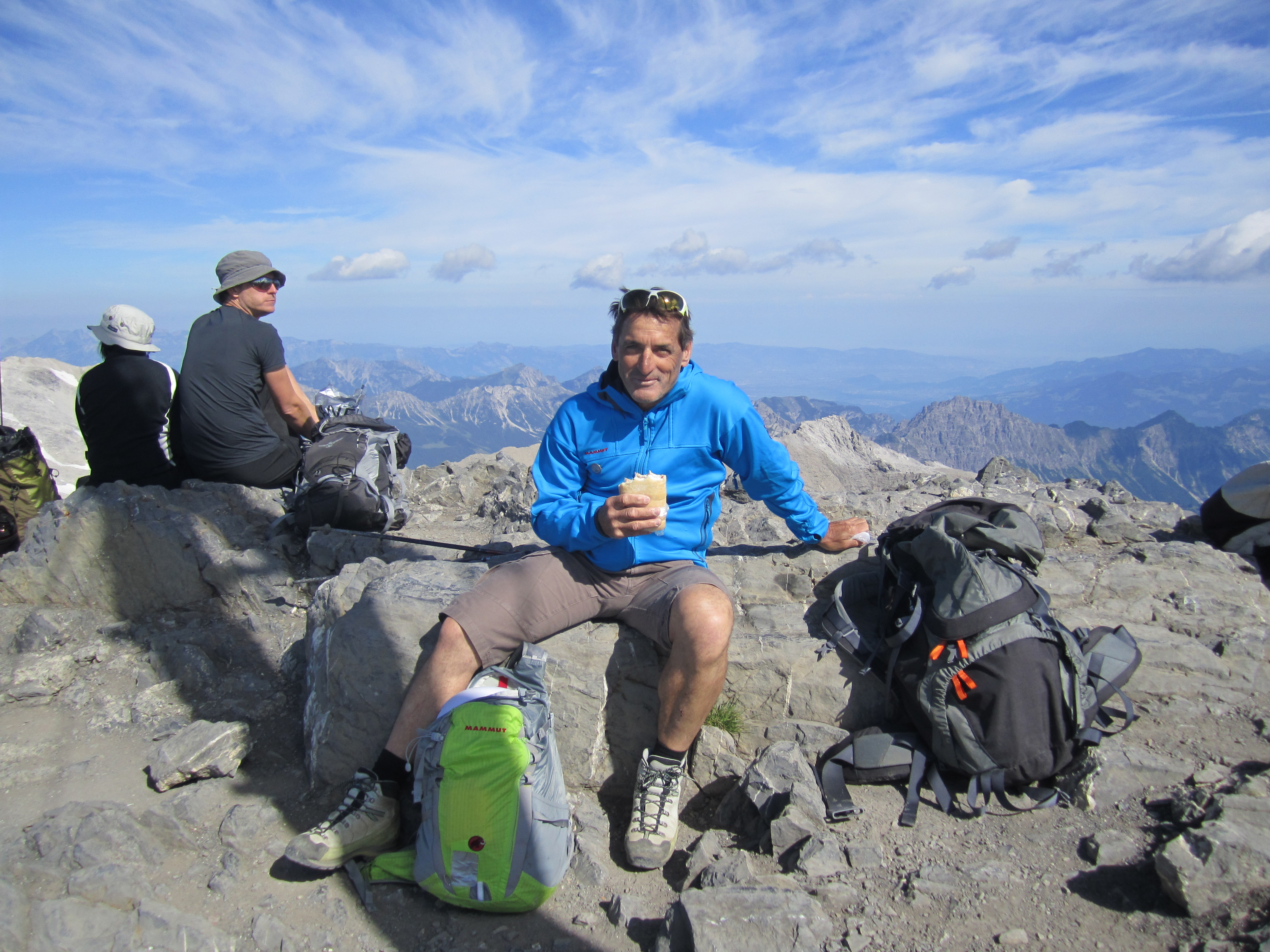
Norbert Joos auf der Schesaplana (August 2012)

Norbert «Noppa» Joos (* 6. September 1960 in Chur; † 10. Juli 2016 am Piz Bernina) war ein Schweizer Bergsteiger und Bergführer.

## Leben und Karriere
Norbert Joos begann schon früh mit dem Bergsteigen, bereits mit zwölf Jahren bestieg er das Matterhorn. Kurz vor seinem 20. Geburtstag hatte er schon die drei grossen Nordwände der Alpen (Eiger, Matterhorn und Grandes Jorasses) bezwungen. Im Alter von 21 Jahren schloss er seine Ausbildung zum Bergführer ab.
Mit der Besteigung des Denali (6190 m, Alaska) im Jahr 1981 wandte sich Joos dem Höhenbergsteigen zu. Er bestieg insgesamt 13 der 14 Achttausender der Erde ohne dabei zusätzlichen Sauerstoff zur Hilfe zu nehmen. Zur Besteigung aller Achttausender fehlte ihm nur noch der Mount Everest (8848 m), an dessen Besteigung er im Mai 2008, dem sechsten Versuch, letztmals scheiterte. Daraufhin rückte er von seinem Ziel, alle Achttausender ohne zusätzlichen Sauerstoff zu besteigen, ab. Joos erklärte, er werde keinen weiteren Versuch mehr unternehmen. Der Everest läge seit seinem 2006 im Abstieg vom Kangchendzönga erlittenen Hirnschlag ausserhalb seiner Möglichkeiten.
Ab 1993 betrieb Joos ein Bergsportgeschäft in Chur, in dem er nach eigener Aussage ca. 60 % seiner Arbeitszeit verbrachte. Ausserdem arbeitete er weiterhin als Bergführer und berichtete in Vorträgen über das Höhenbergsteigen.
Im Jahr 2005 umrundete Joos mit seinem Partner Peter Gujan den Kanton Graubünden auf der 740 km langen Grenzlinie; in 77 Tagen bestiegen sie 335 Gipfel und bewältigten dabei 145'000 Höhenmeter.
| Datum            | Berg           | Höhe in m | Anmerkung                       |
| ---------------- | -------------- | --------- | ------------------------------- |
| 10. Juni 1982    | Nanga Parbat   | 8125      | Diamirwand Kinshoferroute       |
| 11. Mai 1984     | Manaslu        | 8163      | NW-Normalroute                  |
| 24. Oktober 1984 | Annapurna      | 8091      | Ostgrat Nord-Süd-Überschreitung |
| 19. Juni 1985    | K2             | 8611      | Abruzzisporn                    |
| 29. Mai 1987     | Broad Peak     | 8051      | NW-Route im Alleingang          |
| 23. Juni 1988    | Gasherbrum II  | 8034      | Normalroute                     |
| 07. Juni 1993    | Hidden Peak    | 8080      | NW-Japaner-Route                |
| 23. Mai 1994     | Cho Oyu        | 8188      | Tichyroute                      |
| 19. Mai 1995     | Dhaulagiri     | 8167      | NO-Grat                         |
| 01. Mai 1996     | Shishapangma   | 8027      | Normalroute von Tibet           |
| 16. Mai 2002     | Makalu         | 8485      | Franzosenroute NW-Seite         |
| 15. Mai 2004     | Lhotse         | 8516      | Westwand                        |
| 14. Mai 2006     | Kangchendzönga | 8586      | Südostwand                      |

## Tod am Piz Bernina
Am frühen Nachmittag des 10. Juli 2016 befand sich Joos bei der Überschreitung des Piz Bernina zusammen mit zwei Gästen in einer Dreierseilschaft auf dem Spallagrat. Zwei Frauen, die ebenfalls zur Gruppe gehörten, folgten als Zweierseilschaft. Die fünf Bergsteiger hatten in der Tschiervahütte übernachtet, waren über den Biancograt zum Gipfel aufgestiegen und wollten über den Spallagrat zur Marco-e-Rosa-Hütte absteigen. Auf einer Höhe von etwa 3900 Metern rutschte eine Person von Joos’ Seilschaft aus und riss die beiden anderen Mitglieder ca. 160 Meter in die Tiefe. Der 55-jährige Joos zog sich beim Sturz tödliche Verletzungen zu. Die anderen zwei Verunfallten, eine 56-jährige Italienerin und ein 58-jähriger Italiener, überlebten schwer verletzt.